# Михаил Егоров
Вижте пояснителната страница за други личности с името Егоров.
Михаил Алексеевич Егоров е съветски червеноармеец, сержант, партизански и военен разузнавач.

## Биография
Роден е на 5 май 1923 г. в село Ермошенка, Смоленска област в семейство на селскостопански работници. Етнически руснак. Придобива начално образование в районното училище.
Започва работа в местния колхоз. В периода на немско-фашистката окупация на региона е партизанин. В редовната армия е приет през декември 1944 г. Служи в 756-и стрелкови полк, 150-а стрелкова дивизия, 3-та ударна армия на 1-ви Беларуски фронт.

### Знаме на победата
На 30 април 1945 г. на сержант Михаил Егоров, младши сержант Мелитон Кантария и заместник-командирът на батальона по политическата част лейтенант Алексей Берест е връчено „Червеното знаме на Военния съвет“ на 3-та ударна армия от 1-ви Беларуски фронт. Заповедта е да го издигнат над Райхстага. Там са се укрепили германски войници, по-голяма част от които са елитни СС бойци, които се отбраняват ожесточено.
Когато при атаката до Райхстага остават 80-100 метра, сержант Егоров, младши сержант Кантария, и лейтенант Алексей Берест, пропълзяват в зданието и развяват Червеното знаме от етажите на сградата. Въодушевени от това, червеноармейците стремително продължават атаката и нахлуват в сградата. Сражават се за всеки етаж, всяка стая и етажна площадка. Червеното знаме е поставено на купола на зданието на 1 май. То е обявено за официалното Знаме на победата.
Интересно е, че при навлизането на съветските войски в Берлин в 3-та армия са били ушити 9 знамена при полеви условия, които са били раздадени в различни дивизии с цел, който стигне пръв, да постави този символ на победата на парламента. На 150-а дивизия се удава да влезе в историята с победното действие.
Знамето, което след развяването му се нарича „Знаме на победата“, се съхранява като реликва в Централния музей на Въоръжените сили на Руската федерация.

### Следвоенни години
До 1947 г. продължава да служи в армията. Завършва политическо училище в град Смоленск. Работи в „Руднянски консервен комбинат“.
Загива на 20 юни 1975 година в автомобилна катастрофа. Погребан е в Смоленск.
Михаил Егоров е награждаван многократно: Орден „Ленин“, Орден „Червено знаме“, Орден „Отечествена война“ II степен, Орден „Червена звезда“, Орден „Слава“ III степен, медали и чуждестранни ордени. Почетен гражданин на Смоленск и Берлин. Званието Герой на Съветския съюз получава заедно с орден „Ленин“ с решение на Върховния съвет на СССР от 8 май 1946 г.